# Пойербах
Пойербах (нем. Peuerbach) — город  в Австрии, в федеральной земле Верхняя Австрия. 
Входит в состав округа Грискирхен.  Население составляет около 4500 человек (на 01 января 2018 года). Занимает площадь 39.36 км². Официальный код  —  40819.
В городе расположены 2 детских сада, 2 начальные школы, спортивная средняя школа, областная музыкальная школа.
Город известен своими ярмарками, которые празднуются здесь круглый год.

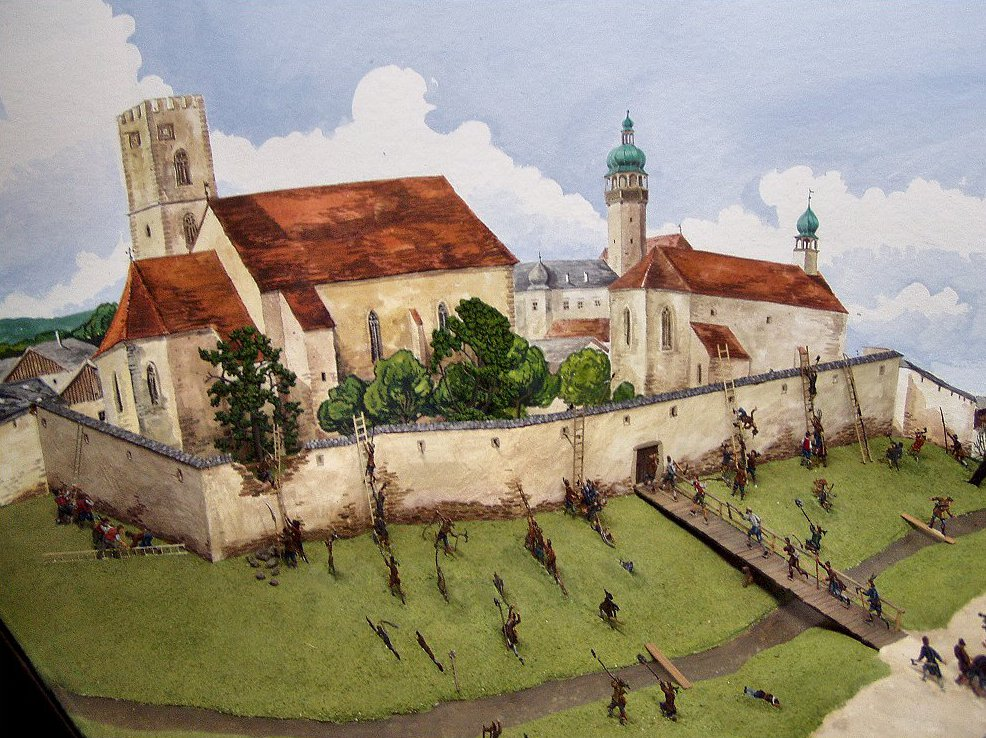
Пойербах

## Политическая ситуация
Бургомистр коммуны — Вольфганг Оберленер (АНП) по результатам выборов 2003 года.
Совет представителей коммуны (нем. Gemeinderat) состоит из 25 мест.
- АНП занимает 15 мест.
- СДПА занимает 7 мест.
- АПС занимает 3 места.